# 周锡庚
周锡庚（1963年10月10日—），男，中国稀土行业协会专家组专家，现任复旦大学化学系教授、博士生导师。

## 生平
1986年毕业于华中师范大学化学系获理学学士学位，1989年7月于安徽师范大学获硕士学位，1996年7月于南京大学获理学博士学位。1989年7月至1996年7月在安徽师范大学有机化学研究所工作，历任实习研究员、讲师、副教授。1996年8月进入复旦大学化学博士后流动站工作，1998年5月出站留复旦大学化学系工作，2000年晋升为教授、博士生导师。
主要从事金属有机化学、基于稀土金属参与的新有机合成方法学和配位化学研究工作，主持国家及省市部门基金或课题近20项，发表学术论文80余篇。研究成果获国家教委科技进步二等奖2项，安徽省教委科技进步一等奖1项，上海市科技进步三等奖1项。曾获上海市“曙光学者”、教育部“优秀青年教师”、教育部“跨世纪优秀人才”等称号。